# Danziger Bucht

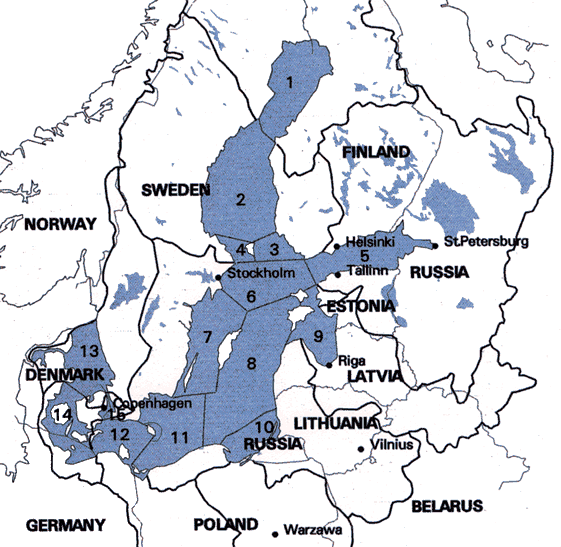
Danziger Bucht = 10 auf der Gliederungskarte der Ostsee

Die Danziger Bucht (polnisch Zatoka Gdańska; russisch Гданьский залив Gdanski saliw; kaschubisch Gduńskô Roztoka) ist eine etwa halbkreisförmige, nach Norden offene Bucht in der Ostsee, in die bei Danzig die Weichsel einmündet.
Sie wird im Osten durch die Steilküste des Samlandes und im Süden von der Frischen Nehrung eingegrenzt. Im Nordwesten liegen die Halbinsel Hel (Putziger Nehrung), die einen Teil der Danziger Bucht von der offenen Ostsee trennt, und das Hügelland Pomerellen. Große Städte an der Bucht sind Danzig, Gdynia und Sopot, als Dreistadt zusammengefasst. Die Danziger Bucht bildet einen optimalen Naturhafen, die Wassertiefe beträgt zwischen sechs und hundert Meter. Den nordwestlichen Teil der Danziger Bucht bildet die Putziger Bucht. Südöstlich schließt sich das durch die Frische Nehrung von der Bucht fast vollständig getrennte Frische Haff an.

## Ökologische Aspekte

### Vogelzug
Die Danziger Bucht und insbesondere die Weichselmündung sind mit ihren vielen verschiedenen Biotopen (Nehrungen, kleine Seebuchten, Sanddünen, Tümpel, Röhrichte, Salzwiesen und Salzmoore) ein wichtiges Vogelzug-, Überwinterungs- und Brutgebiet, und man findet dort, je nach Jahreszeit, viele seltene Vogelarten. Auf der Frischen Nehrung gibt es riesige Kormorankolonien. Unter den rastenden Zugvögeln sind Steinschmätzer, Braunkehlchen, Neuntöter, Baumpieper und Trauerschnäpper sowie die selteneren Rotkehlpieper, Ortolan, Karmingimpel, Gelbspötter, Wendehals und Zitronenstelze. Im Schilf finden sich Bartmeise und Beutelmeise. Limikolen rasten zu Hunderten auf den mit Algen bedeckten Ufern; die häufigsten sind Alpen-, Temminck-, Sichel- und Zwergstrandläufer, Sanderling, Kampfläufer, Grünschenkel, Pfuhlschnepfe, Großer Brachvogel, Regenbrachvogel, Rotflügel-Brachschwalbe, Gold-, Kiebitz- und Flussregenpfeifer. Unter den verschiedenen Arten von Möwen und Seeschwalben sind u. a. die Zwergmöwe und die Schwarzkopfmöwe vertreten. Viele Arten skandinavischer Taucher und Meeresenten überwintern an der Danziger Bucht; manche von ihnen, wie Stern-, Pracht- und Ohrentaucher, sind schon im September anwesend.

### Umweltprobleme
Insbesondere in der zweiten Hälfte des 20. Jahrhunderts erlitt die Danziger Bucht schwere ökologische Schäden. Eine Ursache war die rapide Intensivierung der Hafenbetriebe, Werften und Industrie im Raum Gdańsk/Gdynia. Eine zweite waren die von der Weichsel in großen Mengen in die Bucht getragenen ungeklärten Abwässer, versalzten Abwässer aus den Kohlengruben Oberschlesiens, giftigen Industriemülle, Dünge- und Pflanzenschutzmittel und Gülle. Eine Karte aus dem Jahre 1982 identifizierte die Danziger Bucht mit dem Raum Gdańsk/Gdynia als eines von drei Ökokatastrophengebieten in Polen (die beiden anderen waren das Oberschlesische Industrierevier und das Liegnitz-Glogauer Kupferrevier). 1988 berichtete die Umweltschutzorganisation Greenpeace, dass wegen der Wasserverschmutzung praktisch alles tierische und pflanzliche Leben in der Danziger Bucht abgestorben sei. Die Wasserverseuchung war so gravierend, dass Baden bereits zuvor verboten worden war und das Seebad Sopot dadurch einen Niedergang erlebte. Inzwischen hat sich die Wasserqualität wieder deutlich verbessert, so dass in den Sommermonaten wieder uneingeschränktes Baden möglich ist.

## Geschichte

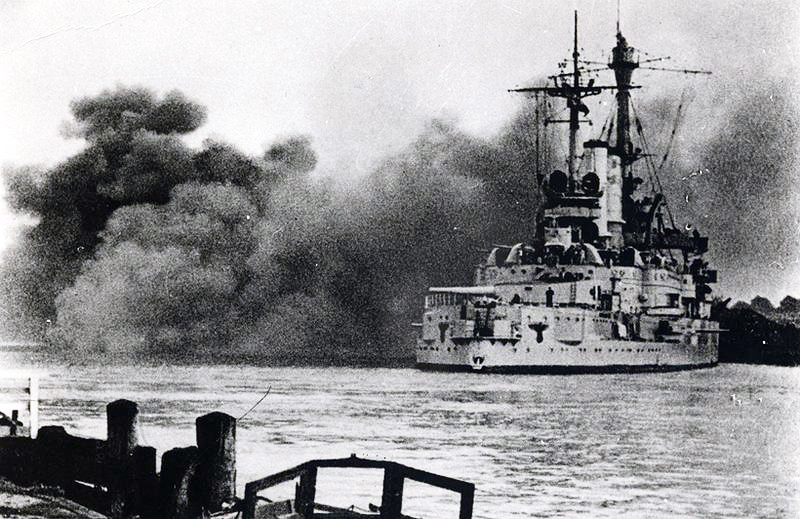
Die Schleswig-Holstein beschießt die Westerplatte (1939)

In der Danziger Bucht begann am 1. September 1939 der Zweite Weltkrieg, als das deutsche Linienschiff Schleswig-Holstein in den frühen Morgenstunden das Feuer auf die Westerplatte bei Danzig eröffnete.
Etwa 7 km nördlich von Gdynia in der Danziger Bucht betrieb die deutsche Luftwaffe von 1942 bis 1945 die Torpedotestanlage Hexengrund. Nach dem Zweiten Weltkrieg wurde etwa 6 km weiter südlich eine neue Torpedoanlage („Formoza“) nahe dem Marinehafen von Gdynia errichtet und die alte Anlage dem Verfall überlassen.
In Folge der Vertreibung verlor die Region die seit Jahrhunderten am Ufer der Danziger Bucht ansässige deutsche Bevölkerung.
In der Danziger Bucht, besonders um die Spitze der Halbinsel Hel, liegen zahlreiche Wracks auf Grund, alle in Wassertiefen zwischen fünf und siebzig Metern. Viele stammen aus den ersten bzw. letzten Wochen des Zweiten Weltkriegs. Wracktauchen ist dort eine beliebte Tätigkeit.